# Pauli-effekt
Pauli-effekten er et fænomen, hvor den blotte tilstedeværelse af visse personer formodes at forårsage alvorlige fejl i teknisk laboratorieudstyr. Begrebet opstod efter mystiske anekdotiske historier, der involverede den østrigske teoretiske fysiker Wolfgang Pauli. Talrige tilfælde af alvorligt sammenbrud af udstyr i fysiklaboratorier blev tillagt hans ophold i området.
Pauli-effekten har ikke noget at gøre med Paulis udelukkelsesprincip, som er en fysisk fænomen, der er opkaldt efter Pauli. Men Pauli-effekten var humoristisk kaldt det andet Pauli-udelukkelsesprincip, ifølge hvilket velfungerende udstyr og Wolfgang Pauli ikke kan være tilstede i det samme rum. Pauli var overbevist om at effekten, der er opkaldt efter ham var virkelig. Paulis brevveksling med Hans Bender og Carl Jung forklarer effekten som et eksempel på begrebet synkronicitet.

## Baggrunden
Siden det 20. århundrede har det været praksis at dele forskning i fysik mellem teoretisk og eksperimentel fysik (se den videnskabelige metode). Kun få fysikere, som Enrico Fermi, har været en succes i begge roller. Grundet manglende evner eller interesse i eksperimentelt arbejde er mange teoretikere blevet berygtet for kluntet ødelæggelse af laboratorieudstyr. Pauli var usædvanlig i den henseende: Det blev postuleret, at han var så en god teoretiker, at ethvert fysik eksperiment ville blive kompromitteret ved hans blotte tilstedeværelse i området. Af frygt for Pauli-effekten forbød eksperimentalfysikeren Otto Stern Paulis tilstedeværelse nær hans laboratorium i Hamborg på trods af deres venskab. Pauli var overbevist om, at Pauli-effekten var virkelig. Han diskuterede med Carl Jung og Marie-Louise von Franz om begrebet synkronicitet, og med Hans Bender, lektor ved Freiburg universitets Institut für Grenzgebiete der Psykologi und Psychohygiene, den eneste anerkendte parapsykologistilling i Tyskland.
Jung og Pauli så nogle paralleller mellem teoretisk fysik og dybdepsykologi. Pauli var blandt æresgæsterne ved festlighederne i anledning af C.G. Jung Instituttets grundlæggelse i Zürich 1948. Et berømt eksempel på Pauli-effekten skete ved ceremonien. Da han kom ind, faldt en stor kinesisk blomstervase på gulvet uden nogen indlysende årsag. Det fik Pauli til at skrive sin artikel "Baggrundsfysik", hvor han forsøger at finde komplementære relationer mellem fysik og dybdepsykologi.

## Anekdotiske indicier
En hændelse fandt sted i et fysiklaboratorium på Universitetet i Göttingen. Et kostbart måleapparat stoppede pludselig med at virke uden synlig årsag, selv om Pauli faktisk var fraværende. James Franck, direktøren for instituttet, rapporterede hændelsen til sin kollega Pauli i Zürich med en humoristisk bemærkning om, at denne gang var Pauli i det mindste uskyldig. Imidlertid viste det sig at Pauli havde været undervejs på en jernbanerejse til København og havde skiftet tog på Göttingens banegård omkring tidspunktet for hændelsen. Uheldet er rapporteret i George Gamows bog Tredive år der rystede fysikken, hvor det også hævdes, at jo mere talentfuld den teoretiske fysiker er, jo stærkere effekten.
R. Peierls beskriver et tilfælde vor man ved en receptionen bevidst ville parodiere effekten ved at lade en lysekrone brase ned ved Paulis ankomst. Lysekronen var hængt op med et reb der kunne slippes for at lade lysekronen falde. Men rebet satte sig fast og blev dermed et reelt eksempel på Paulieffekten.
I 1934 svigtede Paulis bil under bryllupsrejsen med hans anden hustru. Pauli anså det for en reel Pauli-effekt , da det er sket uden en indlysende ydre årsag.
I februar 1950, mens han var ansat på Princeton University, brændte deres cyklotron. Pauli spurgte sig selv om denne ulykke også skyltes Pauli-effekten.